# 小泰莱克区
小泰莱克区（匈牙利語：Kisteleki járás），是匈牙利琼格拉德州的一个区，总面积410.2平方公里，总人口18,185人（2011年），人口密度44人/平方公里。中心城市为小泰萊克。

## 市镇
小泰莱克区包含一个城镇和5个村庄。